# 楊鼎
楊 鼎（よう てい、永楽8年（1410年）- 成化21年6月15日（1485年7月26日））は、明代の官僚。字は宗器。本貫は西安府咸寧県。

## 生涯
貧家に生まれて学問につとめた。宣徳4年（1429年）、郷試に及第し、解元となった。正統4年（1439年）、進士に及第し、榜眼となった。翰林院編修に任じられた。正統12年（1447年）、東閣に入って学業についた。軍備をおさめ、三方の辺境への水運を通すよう求める建言をおこなった。正統14年（1449年）、オイラトのエセン・ハーンが北京を攻撃しようとすると、楊鼎は景泰帝の命により監察御史の事務を代行し、兗州で募兵した。
景泰3年（1452年）、楊鼎は翰林院侍講に進み、中允を兼ねた。景泰5年（1454年）9月、戸部右侍郎に抜擢された。天順2年（1458年）、戸部左侍郎に進んだ。陳汝言に誣告されたが、英宗は聞き入れなかった。天順3年（1459年）冬、楊鼎は皇帝陵祭祀に列席して不謹慎な行動があったとして獄に下され、金銭を支払って杖刑を免れ、職務にもどされた。英宗は宦官の牛玉に命じて、江南の折糧銀を内廷費として取り、その他の税物を武臣の俸給にあてようとした。楊鼎はこれに反対し、聞き入れられて中止になった。天順7年（1463年）、戸部尚書の年富が病にかかると、楊鼎は英宗の命を受けて戸部の事務を管掌した。
成化4年（1468年）10月、楊鼎は戸部尚書となった。成化6年（1470年）、楊鼎は陝西や漢中に大量の流民が発生していることから、監司を設置して対処するよう上疏した。また湖広で飢饉が頻発していることから、官庫に蓄えられた銀や布を米に換えて災害に備えるよう言上した。成化14年（1478年）2月、太子少保の位を加えられた。
楊鼎は戸部にあって清廉を持したが、物事に拘泥する性格で事務を停滞させた。成化15年（1479年）秋、給事中や御史たちが楊鼎には経国の才がないとして弾劾した。楊鼎が二度上疏して退官を求めると、成化帝に許された。12月、駅伝の馬を使って帰郷するよう命じられ、月に米2石を給与されることになった。成化21年（1485年）6月、死去した。享年は76。太子太保の位を追贈された。諡は荘敏といった。著書に『助費稿』20巻・『奏議』5巻があった。

## 子女
- 楊時暢 - 成化14年（1478年）の進士[6]、翰林院侍講学士
- 楊時敷 - 挙人、兵部司務